# Paradisberget
Paradisberget är ett naturreservat i Ljusdals kommun i Gävleborgs län.
Området är naturskyddat sedan 2009 och är 47 hektar stort. Reservatet består av blandad barrskog och lövskog som visar spår av bränder. 